# Struise Witte
Struise Witte is een Belgisch bier van hoge gisting.
Het bier wordt gebrouwen door De Struise Brouwers, Oostvleteren.
Het is een blond troebel bier met een alcoholpercentage van 5%. Dit is het eerste bier van De Struise Brouwers, gebrouwen in 2001 op de struisvogelboerderij te Lo.